# لاورینه فن ریسن
لاورینه فن ریسن (هلندی: Laurine van Riessen؛ زادهٔ ۱۰ اوت ۱۹۸۷) اسکیت‌باز سرعت و دوچرخه‌سوار پیست اهل هلند است.
وی در مسابقات کشوری و بین‌المللی در مجموع برندهٔ ۱ مدال نقره، ۱ مدال برنز شده‌است.